# Seuvarits
Sahyehpeech (Sheberetch, Seuvarits), jedna od nekoliko Ute koje su 1867. otjerani na rezervat Uintah u Utahu, gdje će kasnije postat poznati kao Uintah Ute. Ostale bande koje su završile na ovom rezervatu su bili Pahvant, Sanpeech ili Sanpet, Toompanawach, Cumumba i Yoovwetuh (Uinta).
Banda Seuvarits živjela je u Castle Valleyu i izvorištu rijeke San Rafael. Powell ih 1873 na rezervatu Uinta nalazi 144.